# Alassane Bah
Alassane Bah (ur. 1960) – gwinejski lekkoatleta, biegacz długodystansowy, olimpijczyk.
Zawodnik reprezentował swój kraj na igrzyskach olimpijskich w 1988 w Seulu startował w biegu maratońskim, podczas którego zajął 96. miejsce z czasem 3:06:27.

## Rekordy życiowe
| Dystans         | Wynik (s) | Miejsce   | Data            |
| --------------- | --------- | --------- | --------------- |
| bieg maratoński | 2:56:20   | Warendorf | 26 czerwca 1987 |